# Blast Corps
Blast Corps är ett spel till Nintendo 64 som utkom 1997 och går ut på att stoppa en lastbil med radioaktivt läckage från att explodera. Eftersom den läcker går den inte att komma nära, så den måste förhindras från att krocka med andra föremål. Detta görs med hjälp av diverse fordon och robotar som förstöra byggnader. Spelet börjar på en enda bana där spelaren har tillgång till en bulldozer, men det blir snabbt många fler banor och spelaren får tillgång till fler fordon såsom lastbilar, flygande robotar och mindre bilar. På slutet av spelet så sprängs lastbilen. Ett rymdskepp kommer till jorden för nödlandning i en stad. Efter att man har klarat av det kan man komma upp till månen. Om man klarar alla banor då låser man upp Merkurius, Venus, Mars och Neptunus.